# 123 medicine
123 medicine (Uno due tre medicine) è un singolo della cantautrice italiana Cmqmartina, pubblicato il 13 maggio 2022 da Columbia Records e Sony Music.

## Tracce
Testi e musiche di Cmqmartina.
1. 123 medicine – 2:19